# Corsa a vuoto
Con il termine corse a vuoto si identifica una particolare corsa equestre, in cui i cavalli corrono senza fantino.
Le prime notizie di corse senza fantino in Italia vengono da Siena, dove dal 1373 i cavalli scossi venivano fatti correre per le vie cittadine.
Attualmente corse a vuoto vengono effettuate solo a Ronciglione, una cittadina della provincia di Viterbo dove la tradizione si tramanda dal XV secolo ai tempi di Papa Paolo III Farnese con il Palio Città di Ronciglione.

## Siena
Dal 1373 per alcuni anni si organizzarono corse di cavalli senza fantino per via di Città, via centralissima che circonda in parte Il Campo dove si disputa il Palio, chiamate palio alla lunga, in contrapposizione alle carriere corse nella piazza del Campo dette palio alla tonda.
Successivamente vennero organizzati dei palii ufficiali corsi con cavalli scossi: nell'Ottocento ne furono corsi 5, nel novecento venne corso l'ultimo (datato 1907).

### Palii scossi ufficiali
I Palii con cavalli "scossi" che furono organizzati e le contrade partecipanti. In grassetto le vincitrici:
- 4 giugno 1809 - corsero tutte le Contrade e vinse la Tartuca;
- 18 agosto 1839 - Bruco, Chiocciola, Civetta, Drago, Giraffa, Lupa, Pantera, Tartuca, Torre, Valdimontone;
- 17 agosto 1884 - Aquila, Bruco, Drago, Istrice, Leocorno, Lupa, Nicchio, Onda, Selva, Valdimontone;
- 17 agosto 1887 - Aquila, Bruco, Chiocciola, Drago, Istrice, Leocorno, Onda, Pantera, Selva, Valdimontone;
- 18 agosto 1889 - Bruco, Chiocciola, Civetta, Drago, Leocorno, Nicchio, Onda, Pantera, Tartuca, Torre;
- 18 agosto 1907 - Aquila, Bruco, Istrice, Giraffa, Lupa, Onda, Oca, Selva, Torre, Valdimontone;

### Palio scosso della Selva
A Siena, la contrada vincitrice del palio ha diritto e dovere di organizzare i festeggiamenti più vari. Nel 1987, la Contrada della Selva organizzò un palio alla lunga con cavalli scossi in via di Città rievocando le corse del XIV secolo, a causa della morte di un cavallo però, fino ad oggi, questo tipo di festeggiamento non è stato più intrapreso.